# Zubovce (Vrapcsiste)
Zubovce (macedónul: Зубовце, albánul Zuboci) település Észak-Macedóniában, a Pologi körzet Vrapcsistei járásában.

## Népesség
| Lakosok száma | 663  | 719  | 690  | 554  | 563  | 543  | 530  | 762  | 844  |
|               | 1948 | 1953 | 1961 | 1971 | 1981 | 1991 | 1994 | 2002 | 2021 |

2002-ben 762 lakosa volt, akik közül 478 macedón, 223 albán, 58 török, 2 szerb és 1 egyéb.